# Giuseppe Dalla Torre del Tempio di Sanguinetto (1943-2020)

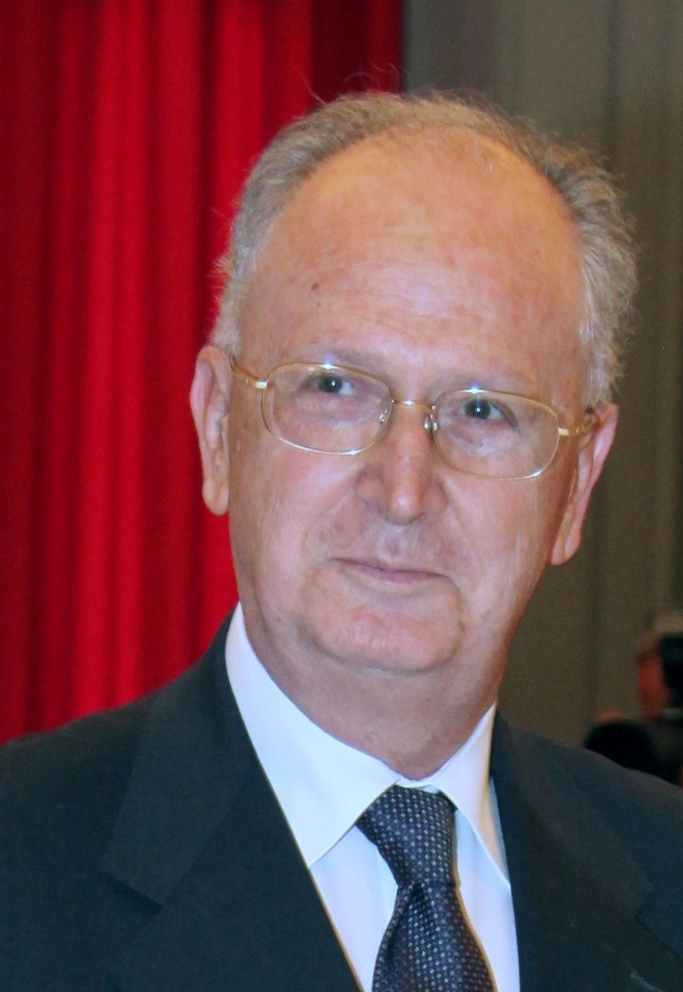
Giuseppe Dalla Torre del Tempio di Sanguinetto

Graaf Giuseppe Dalla Torre del Tempio di Sanguinetto (Rome, 27 augustus 1943 – aldaar, 3 december 2020) was een Italiaanse rechtsgeleerde en hoogleraar. Hij was voorzitter van het tribunaal van Vaticaanstad.

## Levensloop
Giuseppe Dalla Torre behoort tot een oude adellijke familie uit Treviso en Rome. In 1967 promoveerde hij tot doctor in de rechten aan de Universiteit Sapienza Rome en in 1968 tot doctor in het kerkelijk recht aan de Pauselijke Universiteit Gregoriana. 
Hij werd wetenschappelijk medewerker aan de Universiteit van Modena en Reggio Emilia en assistent aan de Universiteit van Bologna. In 1980 werd hij gewoon hoogleraar aan deze laatste.
Hij doceerde er kerkelijk recht (1980-1990) en grondwettelijk recht (1987-1990). Hij doceerde ook aan de Pauselijke Lateraanse Universiteit, aan de Pauselijke Urbaniana Universiteit en aan de Pauselijke Universiteit Sint Thomas van Aquino (het Angelicum).
Van 1976 tot 1983 was hij, namens de Italiaanse regering, secretaris van de delegatie voor de herziening van het Verdrag van Lateranen.
Hij werd tot rechter benoemd in de Rechtbank van Vaticaanstad en was er sinds 1994 de voorzitter van.
Hij was rector (1991-2014) van de Vrije Universiteit Maria SS. Assunta (LUMSA), waar hij ook publiek recht en kerkelijk recht doceerde.
Sinds 2001 was hij apostolisch afgevaardigde bij de internationale organisatie Unidroit.
Hij bekleedde ook veel andere functies:
- vicevoorzitter van het coördinatiebestuur van de universiteiten van Rome (CRUL - Coordinamento delle Università del Lazio);
- vicevoorzitter van de Conferentie van rectoren van de Italiaanse universiteiten (CRUI - Conferenza dei Rettori delle Università Italiane);
- voorzitter, nadien erevoorzitter, van de Vereniging van katholieke juristen van Italië (Unione iuristi Cattolici Italiani);
- bestuurder van de wetenschappelijke raad van het Instituut Enciclopedia Treccani;
- voorzitter van de wetenschappelijke raad van het Istituto Vittorio Bachelet;
- lid van de Nationale Commissie voor Bio-ethiek (Comitato Nazionale per la Bioetica);
- onder premier Mario Monti was hij raadgever bij de eerste minister;
- lid van het Nationaal Instituut voor Romanistiek (Istituto nazionale di studi romani);
- erelid van de Nationale Academie voor wetenschappen, literatuur en kunst van Modena (Accademia nazionale di scienze lettere e arti (Modena).

In 2011 werd hij benoemd tot luitenant-generaal van de Orde van het Heilig Graf, in opvolging van graaf Peter Wolff-Metternich. Dit is het hoogste ambt bekleed door een leek, in een orde waarvan de grootmeester een kardinaal is. Hij werd tevens bevorderd tot 'ridder met Ordeteken'. 
In 2012 zat hij het proces voor tegen Paolo Gabriele, de butler van de paus, in het zogenaamde Vatileaks-proces. In juli 2016 presideerde hij over een vervolg-proces: enkele Vaticaanse insiders werden veroordeeld, maar tegelijk verklaarde hij geen jurisdictie te hebben over de Italiaanse journalisten Gianluigi Nuzzi en Emiliano Fittipaldi die documenten hadden gepubliceerd. Zij werden bijgevolg vrijgesproken.
Door zijn ambten, maar ook door zijn familie had Giuseppe dalla Torre nauwe banden met de Heilige Stoel. Een oom en naamgenoot van hem, Giuseppe Dalla Torre del Tiempo di Sanguinetto (1885-1967), was directeur van de Osservatore Romano. Zijn broer, Giacomo Dalla Torre del Tiempo di Sanguinetto, sinds 2009 grootprior van de grootpriorij van Rome binnen de Orde van Malta, werd op 29 april 2017 verkozen tot luitenant-grootmeester van deze Orde.
Hij was bevriend met paus Benedictus XVI en zorgde destijds voor de katten van kardinaal Ratzinger telkens als deze op reis was.

## Publicaties
Dalla Torre heeft meer dan 600 wetenschappelijke publicaties op zijn naam, gewijd aan kerkelijk recht, publiek recht en grondwettelijk recht. Onder meer:
- L’attività assistenziale della Chiesa nell’ordinamento italiano, Giuffrè, Milano 1977
- Chiesa particolare e comunità politica, Mucchi editore, Modena 1983
- La riforma della legislazione ecclesiastica. Testi e documenti per una ricostruzione storica, Pàtron, Bologna 1985
- La questione scolastica nei rapporti fra Stato e Chiesa, II edizione, Pàtron, Bologna 1989
- Il primato della coscienza. Laicità e libertà nell’esperienza giuridica contemporanea, Studium, Roma 1992
- Le frontiere della vita. Etica, bioetica e diritto, Studium, Roma 1997
- Diritto e Santità. Sondaggi nella Storia del diritto Canonico, Giappichelli, Torino 1999
- La cittadinanza. Problemi e dinamiche in una società pluralistica, scritti raccolti da Giuseppe Dalla Torre e Francesco D’Agostino, Giappichelli, Torino 2000
- Lezioni di diritto ecclesiastico, II edizione Torino 2002
- Europa, quale laicità? San Paolo, Cinisello Balsamo 2003
- La Libera Università “Maria Ss. Assunta” – LUMSA. Storia di un’idea, Aracne, Roma 2003
- Il fattore religioso nella costituzione – Analisi e interpretazioni – II edizione, Giappichelli, Torino 2003
- Carlo d’Austria. Ritratto spirituale, II edizione rivista e aggiornata, Ancora, Milano 2004
- Radio Vaticana e ordinamento italiano, a cura di Giuseppe Dalla Torre e Cesare Mirabelli, Giappichelli, Torino 2005
- Annali 2002-2004, a cura di Giuseppe Dalla Torre, Giappichelli, Torino 2005
- Conoscere il Diritto Canonico, con Geraldina Boni, Studium, Roma 2006
- Conoscere il diritto Ecclesiastico, con Paolo Cavana, Studium, Roma 2006
- Matrimonio e famiglia. Saggi di Storia del diritto, Aracne Roma 2006
- Lezioni di Diritto Canonico, III edizione, Giappichelli, Torino 2006
- L’archetipo dell’amore fra gli uomini. Deus caritas est: riflessione a più voci sull’Enciclica di Benedetto XVI, Studium, Roma 2007
- Lessico della laicità, Studium, Roma 2007
- La città sul monte. Contributo ad una teoria canonistica sulle relazioni fra Chiesa e Comunità politica, III edizione, Ave, Roma 2007
- Dio e Cesare. Paradigmi cristiani nella modernità. Città Nuova, Roma 2008
- Lezioni di diritto ecclesiastico, IV edizione, Giappichelli, Torino 2011